# ガブリエル合成
ガブリエル合成は1887年にジークムント・ガブリエル（Siegmund Gabriel）が発見したアミンの合成法。概要はフタルイミドカリウム塩とハロゲン化アルキルを反応させ、アルカリ性水溶液で加水分解させるとアミンが得られるというもの。フタルイミドが開環分解しにくい場合は、ヒドラジンが用いられる（インゲの変法）。
ハロゲン化アルキルとアンモニアの反応によるアミンの合成では、アミンの求核性は置換基が多いほど大であり、アンモニアよりもアルキル化で生成した置換アミンとハロゲン化アルキルとの反応が優先し、逐次的なアルキル化が進行する。そのため、一級アミンは得ることは困難であり何度もアルキル化された多置換アミンが生成しやすいが、この合成法であれば確実に第一級アミンを得られる。